# Ator
Ator är en rollfigur som förekommer i fyra europeiska filmer från 1980-talet. Gestalten skapades av Joe D'Amato som regisserade den första, andra och fjärde filmen. I de tre första filmerna spelades Ator av Miles O'Keeffe och i den fjärde av Eric Allan Kramer.
Den första filmen kom ut strax efter Conan Barbaren, 1982, och Ator har ofta jämförts med Conan. Båda är muskulösa, lättklädda män som slåss mot monster i en ospecifik tidsepok.

## Filmerna

### Ator – stridsörnen (1982)
Den första filmen, Ator l'invincibile släpptes i USA under titeln Ator, the Fighting Eagle och i Sverige Ator - stridsörnen.
Filmen börjar med att Ator ber sina föräldrar om lov att gifta sig med sin syster, vilket går bra eftersom det visar sig att de inte är syskon på riktigt, eftersom Ator var adopterad. Sedan blir systern kidnappad av översteprästen i The Spider Kingdom och Ator måste rädda henne.
Filmen regisserades av Joe D'Amato och Ator spelas av Miles O'Keeffe. Övriga skådespelare är bl.a. Sabrina Siani, Ritza Brown, Edmund Purdom, Dakar och Laura Gemser.

### Ator – krigaren (1984)
Ator l'invincibile 2 släpptes i USA med titeln The Blademaster och i en omklippt version som The Cave Dwellers. I Sverige fick den titeln Ator - krigaren. I filmen måste Ator och hans medhjälpare, Thong, resa till det mytiska "Världens ände" för att rädda Ators mentor från en ond trollkarl.
Filmen blev en flopp och Cave Dwellers har varit med i Mystery Science Theater 3000, ett TV-program som driver med dåliga filmer.
Filmen regisserades av Joe D'Amato och Ator spelas av Miles O'Keeffe. I övriga roler syns bland andra Lisa Foster, David Brandon, Charles Borromel och Kiro Wehara

### Iron Warrior (1986)
Den tredje filmen skrevs och regisserades av Alfonso Brescia och filmen bryter i viss mån kontinuiteten jämfört med de tidigare filmerna, såsom det faktum att Ator var adopterad som barn.

### Quest for the Mighty Sword (1990)
Efter Brescias film skrev och regisserade Joe D'Amato ytterligare en film om Ator, denna gång med Eric Allan Kramer i huvudrollen. Filmen går under en rad titlar, men vanligen Quest for the Mighty Sword, men även Ator III: The Hobgoblin.